# Осипов Василь Іванович (1912)
Василь Іванович Осипов (рос. Василий Иванович Осипов; 1912, Неялово, Казанська губернія, Російська Імперія — 8 березня 1944, Супранівка, Підволочиський район, Тернопільська область, УРСР) — червоноармієць Робітничо-селянської Червоної Армії, учасник Другої світової війни, Герой Радянського Союзу (1943).

## Біографія
Василь Осипов народився в 1912 році в селі Неялово (нині — Пестречинський район Татарстану). Після закінчення початкової школи працював спочатку в своєму господарстві, пізніше кухарем у Казані. У 1942 році Осипов був призваний на службу в Робітничо-селянську Червону Армію. З того ж року — на німецько-радянському фронті.
До вересня 1943 року червоноармієць Василь Осипов був стрільцем 310-го стрілецького полку 8-ї стрілецької дивізії 15-го стрілецького корпусу 13-ї армії Центрального фронту. Відзначився під час битви за Дніпро. 22 вересня 1943 року Осипов в складі передової групи переправився через Дніпро в районі села Навози (нині —Дніпровське Чернігівського району Чернігівської області України) і взяв активну участь в боях за захоплення і утримання плацдарму на його західному березі, відбивши велику кількість німецьких контратак, часто переходили в рукопашні сутички, і протримавшись до переправи основних сил. Осипов самотужки спорудив пліт і під ворожим обстрілом переправив на ньому польову кухню, після чого знайшов і нагодував вцілілих бійців 310-го вцілілого полку. За це він був удостоєний звання Героя Радянського Союзу.
8 березня 1944 року Осипов загинув (застрелений німецьким снайпером на подвір'ї місцевого мешканця) в селі Супранівка Підволочиського району Тернопільської області.

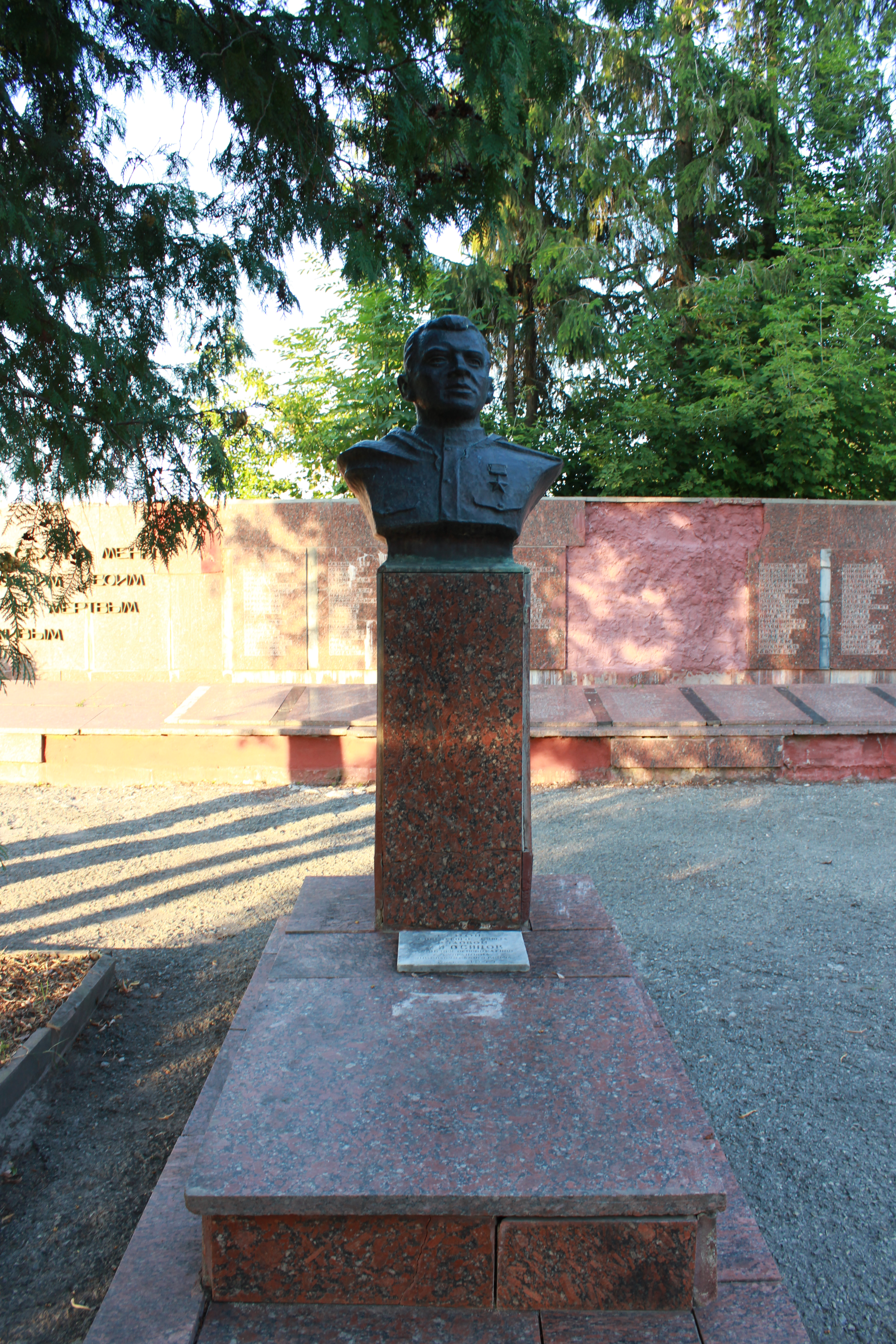
Погруддя на могилі.

Спочатку Осипова поховали в Супранівці, пізніше перепохований у селищі Підволочиськ. На могилі встановлений пам'ятник — постамент з бюстом Осипова. 23 березня 1974 року могилу відвідала мати Осипова Анісія Сидорівна.

## Нагороди червоноармійця Осипова
Указом Президії Верховної Ради СРСР від 16 жовтня 1943 року за «успішне форсування річки Дніпро на північ від Києва, міцне закріплення плацдарму на західному березі річки Дніпро і проявлені при цьому відвагу і геройство» червоноармієць Василь Осипов був удостоєний високого звання Героя Радянського Союзу з врученням ордена Леніна і медалі «Золота Зірка».

## Пам'ять
На честь Осипова названі вулиці в селі Великі Бутирки Пестречинського району, встановлено його бюст в Пестрецях.
В Підволочиську на честь Осипова також була названа вулиця. В квітні 2023 року вона була перейменована на Соборну.